# Выборы главы городского округа Самара (2006)
Выборы главы города Самара состоялись 8 октября 2006 года. Так как ни один из кандидатов не смог одержать убедительную победу в первом туре, потребовалось повторное голосование, проведённое 22 октября. Во второй тур вышли действующий тогда мэр Самары Георгий Лиманский и Виктор Тархов. По результатам второго тура Виктор Тархов набрал 56,37 % голосов и стал главой городского округа.

## Кандидаты на должность Главы городского округа Самара

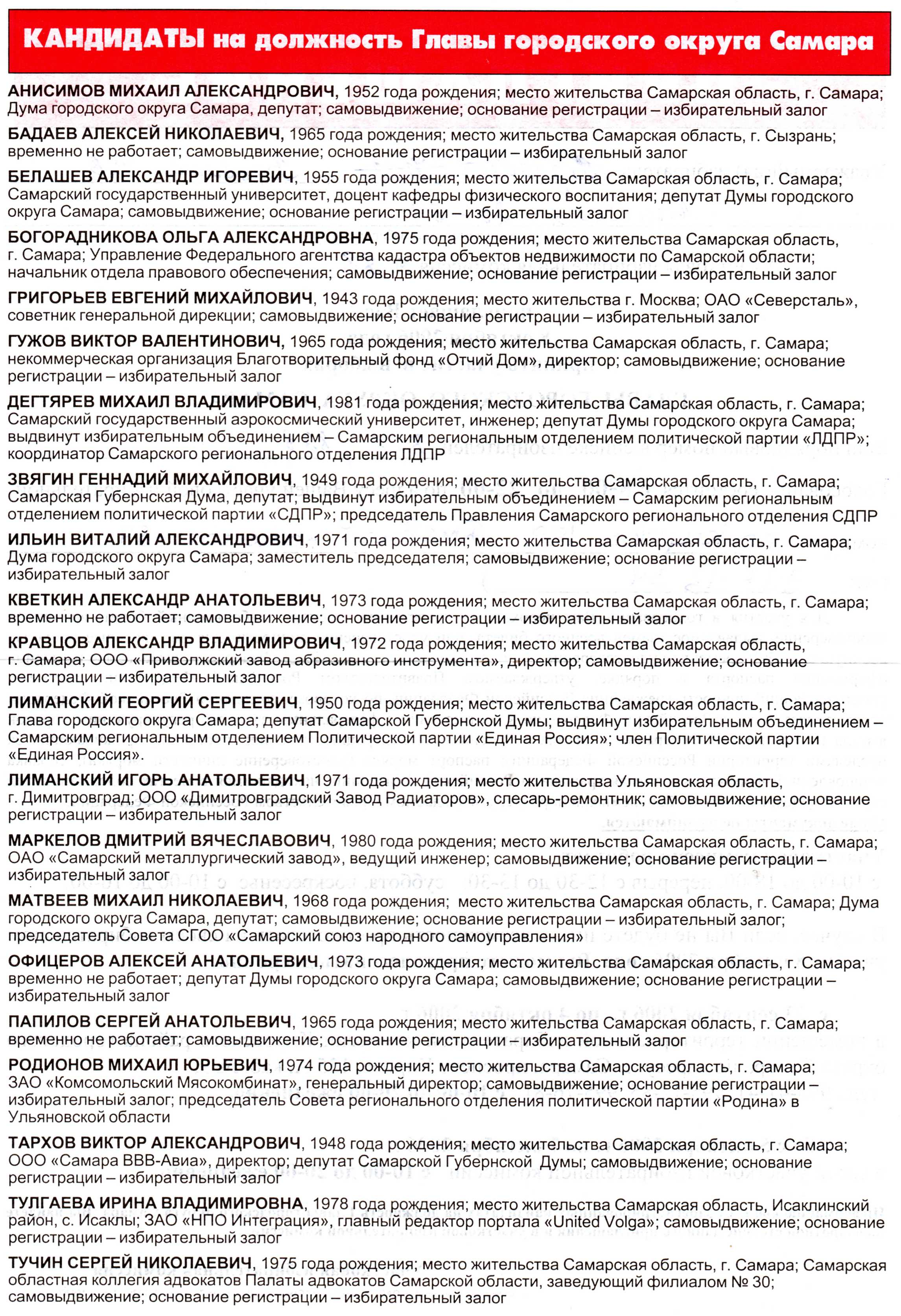

26 августа в 18:00 закончился приём документов на регистрацию кандидатов на должность главы городского округа Самара. 5 сентября горизбиркомом был утвержден окончательный список кандидатов. В котором значилась 21 фамилия. Всего на должность главы Самары претендовали 26 жителей Самары, Тольятти, Москвы, Ульяновска и Димитровграда. В ходе рассмотрения документов горизбирком отказал четырём претендентам в регистрации, ещё один написал заявление о самоотводе. Выборы градоначальника были назначены на 8 октября.
1. Анисимов Михаил Александрович, депутат Думы городского округа Самара, самовыдвижение;
2. Бадаев Алексей Николаевич, временно не работающий, самовыдвижение;
3. Белашев Александр Игоревич, депутат Думы городского округа Самара, самовыдвижение;
4. Богорадникова Ольга Александровна, начальник отдела правового обеспечения управления Федерального агентства кадастра объектов недвижимости, самовыдвижение;
5. Григорьев Евгений Михайлович, советник генерального директора ОАО «Северсталь», самовыдвижение;
6. Гужов Виктор Валентинович, директор некоммерческой организации «Благотворительный фонд „Отчий Дом“», самовыдвижение;
7. Дегтярёв, Михаил Владимирович, депутат Думы городского округа Самара, выдвинут Самарским региональным отделением политической партии ЛДПР;
8. Звягин Геннадий Михайлович, депутат Самарской губернской думы, выдвинут Самарским областным региональным отделением политической партии «Социал-демократическая партия России».
9. Ильин Виталий Александрович, председатель Думы городского округа Самара, самовыдвижение;
10. Кравцов Александр Владимирович, директор ООО «Приволжский завод абразивного инструмента», самовыдвижение;
11. Лиманский, Георгий Сергеевич, Глава городского округа Самара, выдвинут Самарским региональным отделением Всероссийской политической партии «Единая Россия»;
12. Лиманский Игорь Анатольевич, слесарь-ремонтник ООО «Димитровградский завод радиаторов», самовыдвижение;
13. Маркелов Дмитрий Вячеславович, ведущий инженер по автоматизации и механизации производственных процессов ОАО «Самарский металлургический завод», самовыдвижение;
14. Матвеев, Михаил Николаевич депутат Думы городского округа Самара, самовыдвижение;
15. Родионов Михаил Юрьевич, директор ЗАО «Комсомольский мясокомбинат», самовыдвижение;
16. Тархов, Виктор Александрович, директор ООО «Самара ВВВ-Авиа», депутат Самарской губернской Думы, самовыдвижение;
17. Тулгаева Ирина Владимировна, главный редактор портала «United Volga», самовыдвижение;
18. Тучин Сергей Николаевич, заведующий филиалом № 30 Самарской областной коллегии адвокатов, самовыдвижение[1].

Особенностью избирательной кампании стало также участие в ней сразу 6 депутатов Самарской городской Думы, оппозиционных действующему градоначальнику. При этом большинство кандидатов — самовыдвиженцы: только сам действующий мэр Георгий Лиманский был выдвинут партией «Единая Россия», Геннадий Звягин являлся лидером губернских социал-демократов, а от ЛДПР в выборах участвовал координатор регионального отделения партии Жириновского депутат городской Думы Михаил Дегтярев.

## Ход предвыборной кампании

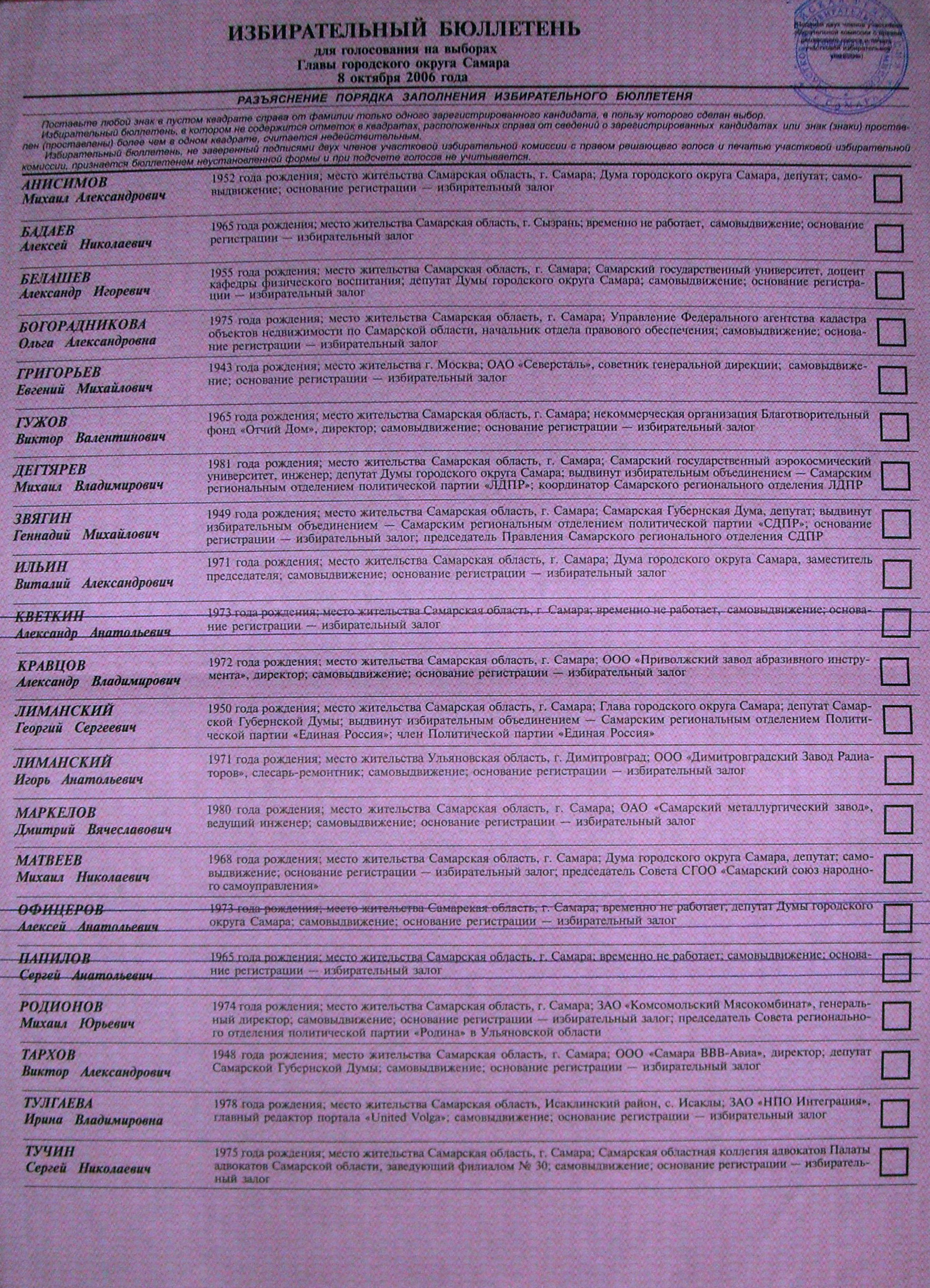
Избирательный бюллетень

В самарских околополитических кругах были очень популярны разговоры о победе Лиманского в первом туре выборов.
Выборы мэра Самары спровоцировали сразу несколько внутрипартийных конфликтов. Генсовет «Единой России» рекомендовал региональному отделению партии поддержать на выборах Георгия Лиманского. Официально решение было поддержано, но сразу несколько известных членов партии заявили о своем несогласии, за что были из неё исключены.
Руководители партии «Родина» в Самарской области готовы были поддержать Георгия Лиманского, однако центральное руководство предпочло кандидатуру ульяновского бизнесмена Родионова.
Облизбирком отменил решение горизбиркома о размещении заказа на изготовление бюллетеней для голосования на октябрьских выборах мэра города в ульяновском ГУП «Областная типография „Печатный двор“», как противоречащее закону и затрудняющее контроль за изготовлением бюллетеней. Вместо этого он предлагал разместить заказ в ОАО «Самарабланкиздат». Самарский горизбирком посчитал это вмешательством в свою деятельность и отказался исполнять рекомендацию.
Вопреки прогнозам, никто из кандидатов на пост главы города не был лишён права баллотироваться, хотя в судах оспаривалась регистрация практически каждого из них.
За три дня до первого тура выборов в Самаре был взорван автомобиль кандидата в мэры Самары Виктора Тархова. Никто не пострадал.

Предвыборная агитация
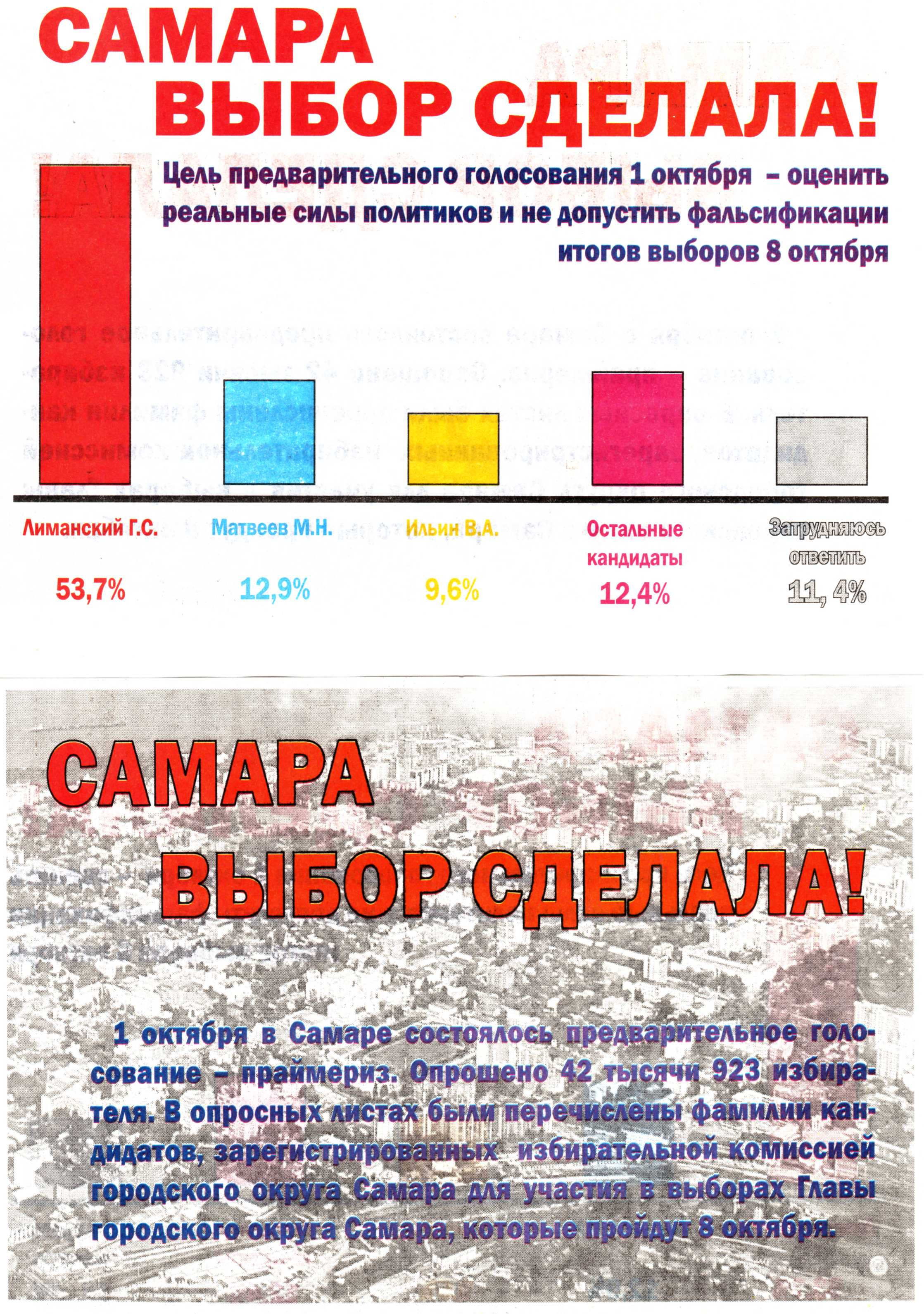
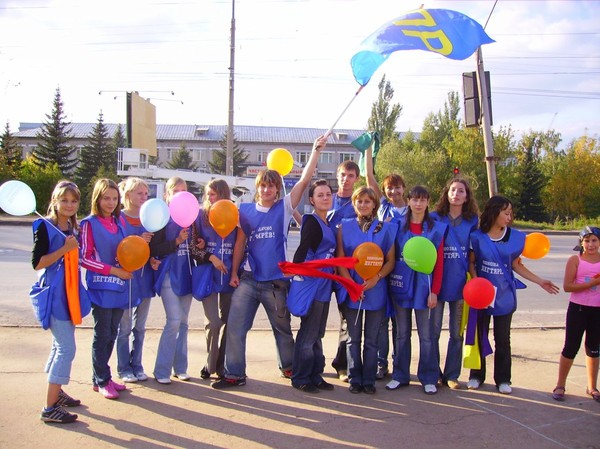
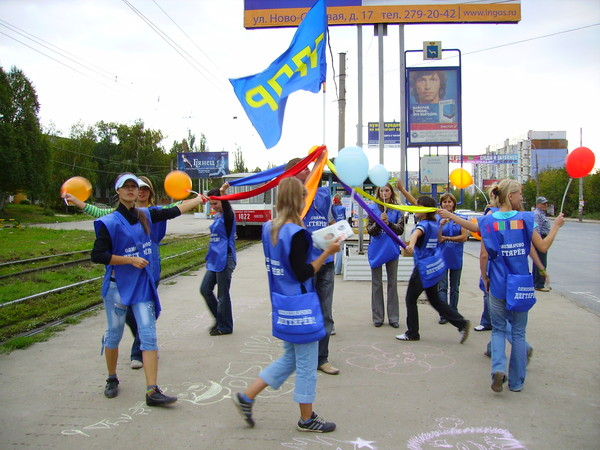
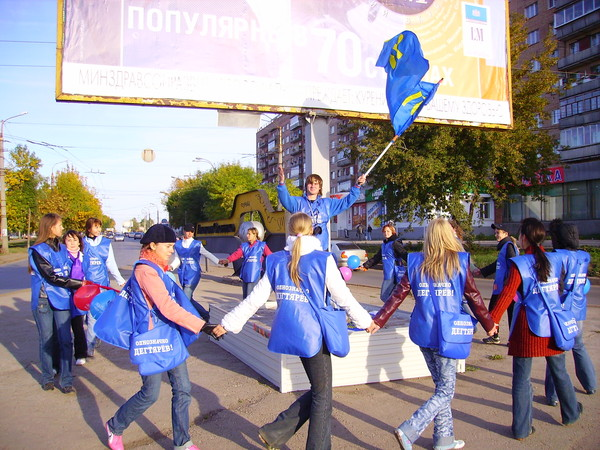

## Ход выборов
В дни голосования (8 и 22 октября) участники общегородской акции «Хватит!», в течение предыдущих дней призывавшие горожан принять на себя ответственность за будущее Самары и принять участие в голосовании, вновь вышли на улицы города. Одетые в яркие накидки молодые люди держали в руках большие стрелки-указатели к избирательным участкам с призывом «Приходи на выборы!».
На выборах была зафиксирована одна из самых высоких для местных выборов явка избирателей. На 22:00 по местному времени проголосовали 369 396 человек, то есть 40,2 % избирателей. Всего в список избирателей включено 918 060 человек. Около 27 тысяч самарцев проголосовали досрочно.
Во втором туре проголосовали 412631 избирателей, таким образом явка составила 44,40 %.
Ни одна социологическая служба из 5 опубликовавших данные своих социологических опросов, посвящённых выборам мэра Самары, не смогла правильно определить результаты первого тура выборов.
Несколько завышенными были ожидания насчёт собственного рейтинга и у некоторых кандидатов в мэры Самары. При этом рейтинги, как полагают эксперты, могли быть использованы в целях манипуляции общественным мнением.
Из шести депутатов городской Думы, принявших участие в выборах, больше всего голосов избирателей получили Виталий Ильин и Михаил Матвеев
Практически сразу после подведения итогов первого тура выборов Виктор Тархов вернулся к опробованному приёму и повторил своё приглашение Лиманскому прийти на телеканал «Терра» и сразиться в словесной дуэли. Однако через несколько дней после этого, выступив в эфире телеканала ТРК «СКаТ», глава города дал согласие на участие в теледебатах и пригласил в свою очередь Тархова прийти на «СКаТ» и принять участие в поединке, который должен был вести телеведущий Владимир Соловьёв.
До последнего момента ясности, состоятся теледебаты или нет, не было. Однако 18 октября в 19:15 в эфире появились оба кандидата. Тогда свою половину эфира в соответствии с законодательством оплатил Лиманский, и часть эфира (8 минут) оплатил Тархов, который покинул студию до истечения оплаченного из его избирательного фонда времени.
В оставшиеся два дня перед вторым туром выборов избирательные штабы кандидатов и они сами лично пытались объяснить самарцам произошедшее. Помимо этого на улицах города неизвестными массово распространялись плакаты, по-разному расставлявшие акценты на итогах теледебатов.

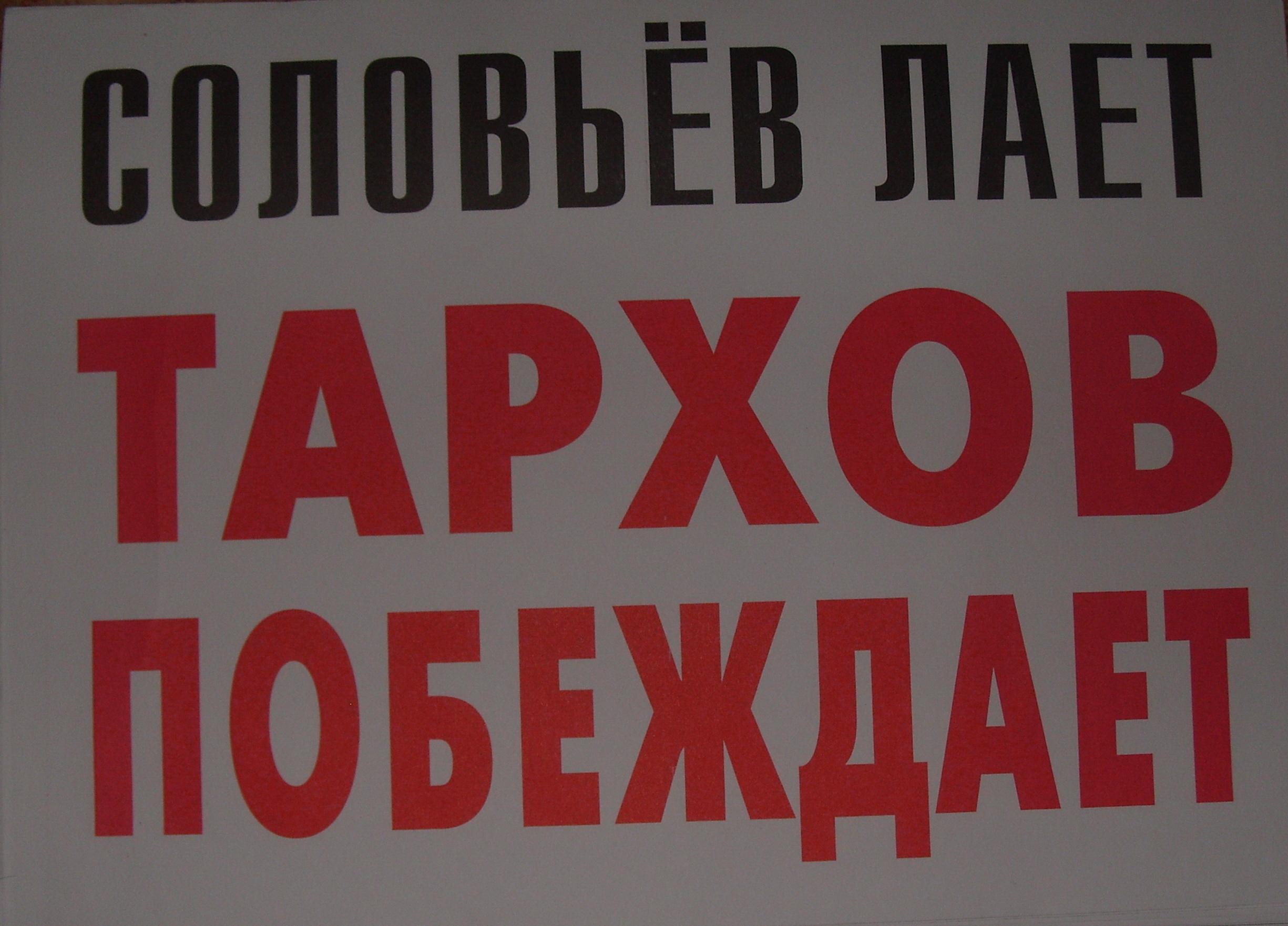
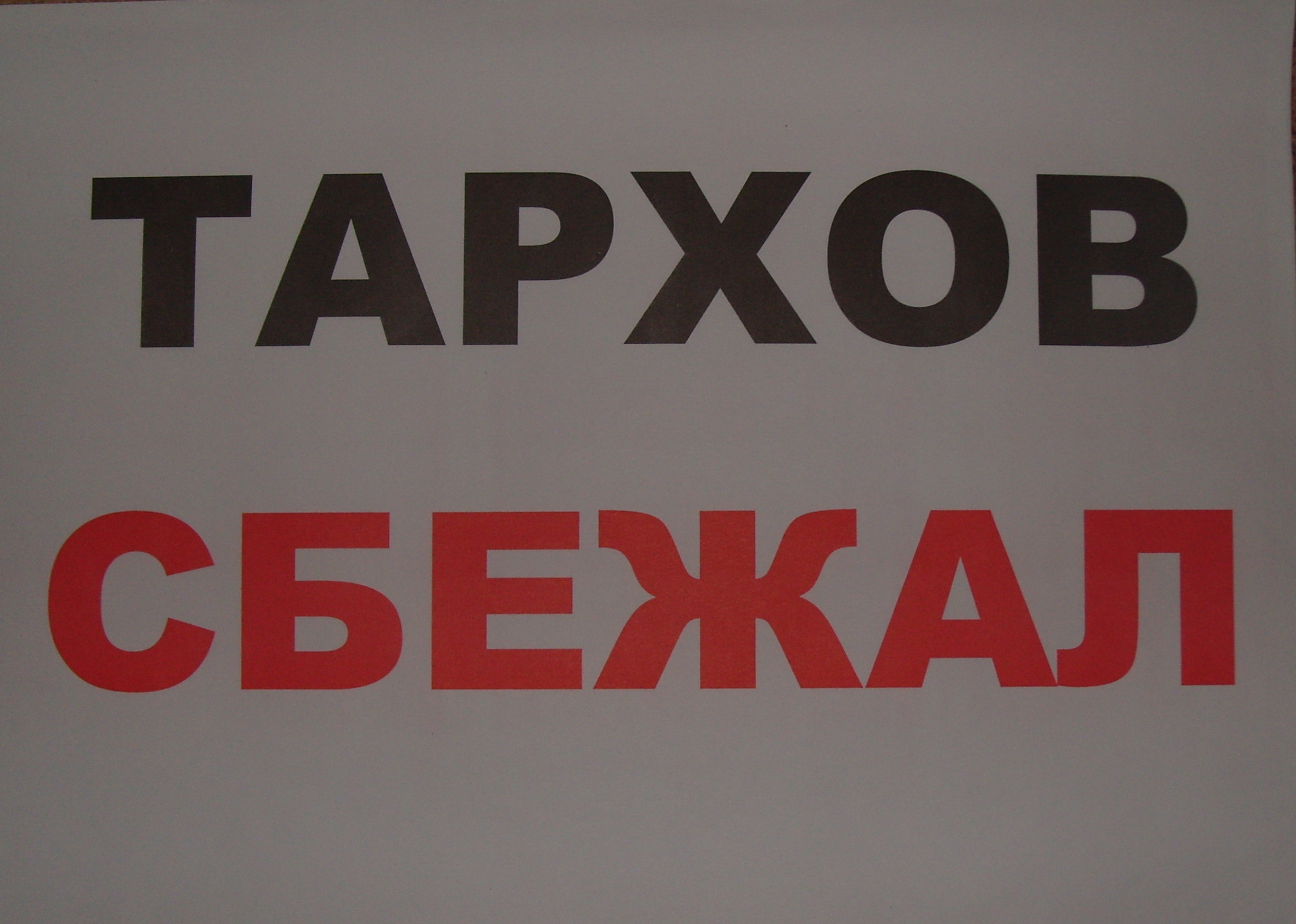

## Результаты
Результаты первого тура выборов:
| Место | Кандидат            | Выдвижение                                | Голоса  | %     |
| ----- | ------------------- | ----------------------------------------- | ------- | ----- |
| 1     | Виктор Тархов       | самовыдвиженец, «Российская партия жизни» | 106 145 | 28,29 |
| 2     | Георгий Лиманский   | «Единая Россия»                           | 85 491  | 22,79 |
| 3     | Виталий Ильин       | самовыдвиженец                            | 70 599  | 18,82 |
| 4     | Михаил Матвеев      | самовыдвиженец                            | 49 928  | 13,31 |
| 5     | Михаил Родионов     | самовыдвиженец, «Родина»                  | 9 905   | 2,64  |
| 6     | Игорь Лиманский     | самовыдвиженец                            | 9 122   | 2,43  |
| 7     | Евгений Григорьев   | самовыдвиженец                            | 7 671   | 2,04  |
| 8     | Михаил Дегтярёв     | ЛДПР                                      | 6 432   | 1,71  |
| 9     | Геннадий Звягин     | «СДПР»                                    | 5 729   | 1,53  |
| 10    | Сергей Тучин        | самовыдвиженец                            | 4 896   | 1,30  |
| 11    | Александр Кравцов   | самовыдвиженец                            | 2 993   | 0,80  |
| 12    | Александр Белашев   | самовыдвиженец                            | 2 296   | 0,61  |
| 13    | Ирина Тулгаева      | самовыдвиженец                            | 1 998   | 0,53  |
| 14    | Ольга Богорадникова | самовыдвиженец                            | 1 802   | 0,48  |
| 15    | Михаил Анисимов     | самовыдвиженец                            | 1 476   | 0,39  |
| 16    | Дмитрий Маркелов    | самовыдвиженец                            | 1 157   | 0,31  |
| 17    | Виктор Гужов        | самовыдвиженец                            | 629     | 0,17  |
| 18    | Алексей Бадаев      | самовыдвиженец                            | 200     | 0,05  |

Во второй тур вышли Виктор Тархов и Георгий Лиманский.
| Место | Кандидат          | выдвинут от                               | Голоса  | %     |
| ----- | ----------------- | ----------------------------------------- | ------- | ----- |
| 1     | Виктор Тархов     | самовыдвиженец, «Российская партия жизни» | 234 788 | 56,37 |
| 2     | Георгий Лиманский | «Единая Россия»                           | 168 867 | 40,55 |